# Phylloscopus emilsalimi
Phylloscopus emilsalimi — вид горобцеподібних птахів родини вівчарикових (Phylloscopidae). Описаний у 2020 році.

## Етимологія
Вид названо на честь професора Еміля Саліма, міністра навколишнього середовища Індонезії (з 1978 по 1993 роки) та відомого еколога.

## Поширення
Ендемік Індонезії. Знайдений у непорушеному монтанному лісі на острові Таліабу на висотах 700—1400 м над рівнем моря. Вид також може траплятися на сусідньому острові Манголе.